# Armand Carrel

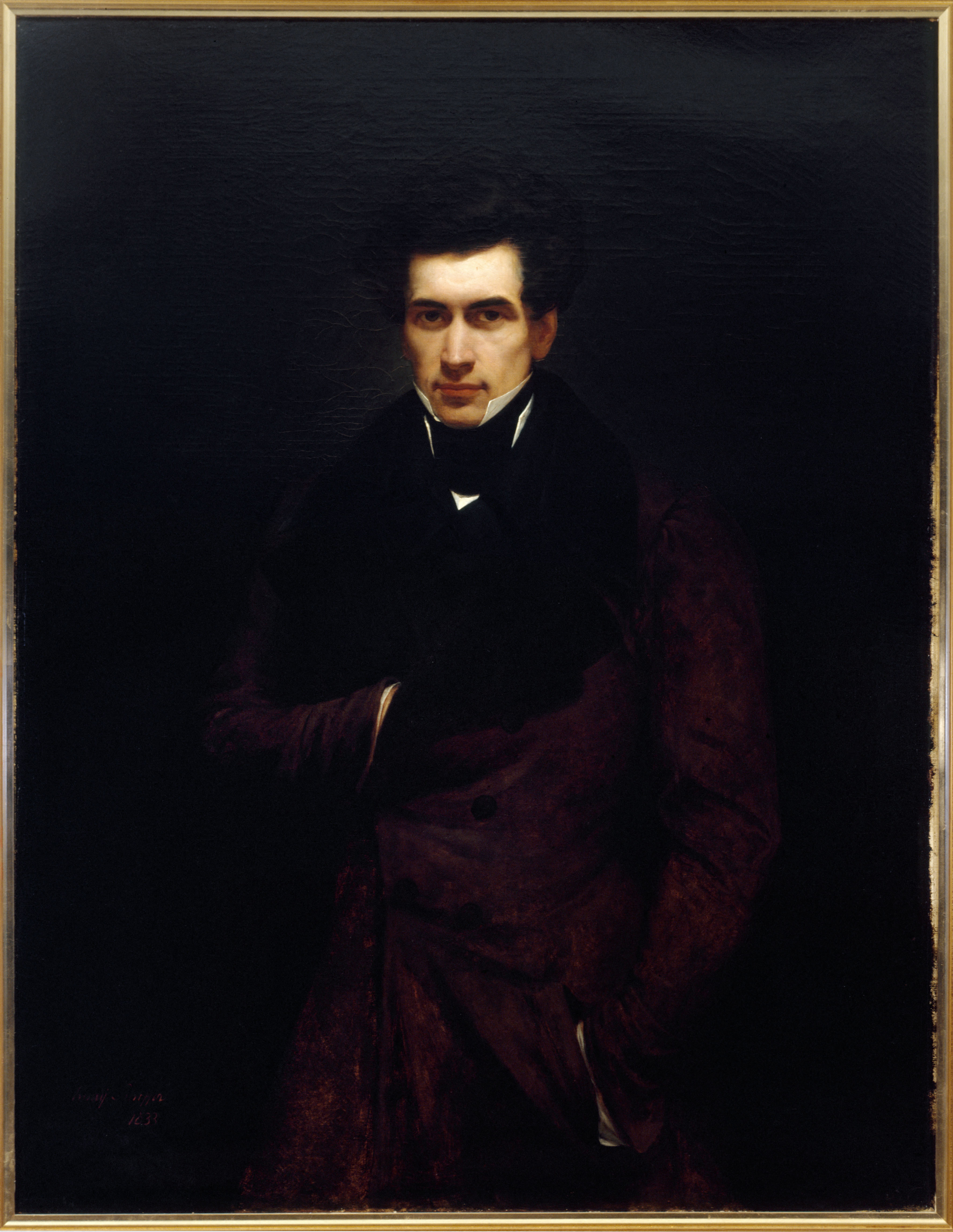
Armand Carrel.

Jean-Baptiste Nicolas Armand Carrel, född 8 maj 1800, död 25 juli 1836, var en fransk journalist och politiker.
Carrel var ursprungligen officer och deltog i 1823 års spanska strider på de upproriskas sida. Från 1830 var han redaktör för den inflytelserika tidningen National som företrädde den moderata oppositionens politik. Carrel var även verksam som tendentiös historisk författare.